# Wolfgang Blochwitz
Wolfgang Blochwitz (8. února 1941, Geringswalde - 8. května 2005, Bad Berka) byl východoněmecký fotbalový brankář, reprezentant Východního Německa (NDR). Zemřel 8. května 2005 ve věku 64 let na infarkt myokardu.

## Fotbalová kariéra
V východoněmecké oberlize chytal za 1. FC Magdeburg a FC Carl Zeiss Jena, nastoupil v 275 utkáních. V letech 1968 a 1970 získal s FC Carl Zeiss Jena mistrovský titul. V Poháru mistrů evropských zemí nastoupil ve 4 utkáních, v Poháru vítězů poháru nastoupil ve 13 utkáních a v Poháru UEFA nastoupil ve 12 utkáních. Za reprezentaci Východního Německa (NDR) nastoupil v letech 1966–1974 v 17 utkáních. Byl členem týmu na Mistrovství světa ve fotbale 1974, ale do utkání nenastoupil.

## Ligová bilance
| Ročník          | Zápasy | Góly | Klub               |
| --------------- | ------ | ---- | ------------------ |
| I. liga 1960    | 12     | 0    | SC Magdeburg       |
| I. liga 1961/62 | 26     | 0    | SC Magdeburg       |
| I. liga 1962/63 | 19     | 0    | SC Magdeburg       |
| I. liga 1963/64 | 4      | 0    | SC Magdeburg       |
| I. liga 1964/65 | 24     | 0    | 1. FC Magdeburg    |
| I. liga 1965/66 | 22     | 0    | 1. FC Magdeburg    |
| I. liga 1966/67 | 26     | 0    | FC Carl Zeiss Jena |
| I. liga 1967/68 | 23     | 0    | FC Carl Zeiss Jena |
| I. liga 1968/69 | 16     | 0    | FC Carl Zeiss Jena |
| I. liga 1969/70 | 26     | 0    | FC Carl Zeiss Jena |
| I. liga 1970/71 | 19     | 0    | FC Carl Zeiss Jena |
| I. liga 1971/72 | 8      | 0    | FC Carl Zeiss Jena |
| I. liga 1972/73 | 22     | 0    | FC Carl Zeiss Jena |
| I. liga 1973/74 | 25     | 0    | FC Carl Zeiss Jena |
| CELKEM I. liga  | 275    | 0    |                    |